# 伊利诺伊州议会
伊利诺伊总议会（英語：Illinois General Assembly）是美国伊利诺伊州的立法机关，为兩院制，包含伊利诺伊参议院和伊利诺伊众议院，前者为上院，共59个席位，每届任期4年；後者为下院，共118个席位，每届任期2年。